# The Source Presents – Hip Hop Hits Vol. 2
Hip Hop Hits Vol. 2 – trzecia składanka z serii „Hip Hop Hits” prezentowana przez magazyn „The Source”. Została wydana 10 listopada 1998 roku.

## Lista tworów
1. „Still Not a Player” (Big Pun ft. Joe)
2. „Money Ain’t a Thang” (Jermaine Dupri ft. Jay-Z)
3. „Money, Power, Respect” (The Lox ft. DMX & Lil’ Kim)
4. „Deja Vu (Uptown Baby) (Lord Tariq & Peter Gunz)
5. „Do for Love” (2Pac)
6. „Hope I Don’t Go Back” (E-40)
7. „Party Ain’t a Party” (Queen Pen)
8. „Turn It Up” (Busta Rhymes)
9. „Get at Me Dog” (DMX ft. Sheek Louch)
10. „Still a G Thing” (Snoop Dogg)
11. „It’s Alright” (Jay-Z ft. Memphis Bleek)
12. „Whatcha Gonna Do” (Jayo Felony ft. Method Man & DMX)
13. „Horse & Cariage” (Cam’ron ft. Ma$e)
14. „N.O.R.E.” (Noreaga)
15. „I Got the Hook-Up!” (Master P & Sons Of Funk)
16. „Luv 2 Luv U (Remix)” (Timbaland & Magoo)
17. „4, 3, 2, 1" (LL Cool J ft. Method Man, Redman, Canibus & DMX)
18. „Gone Till November” (Wyclef Jean)